# Antoine Abate
Antonio Antoine Abate, né le 22 août 1938 à San Martino Valle Caudina (Campanie), est un coureur cycliste italien, professionnel dans les années 1960.

## Palmarès
- 1959
  - 2e du Tour du Gard
- 1960
  - 2e étape du Critérium du Dauphiné libéré
  - 2e du Grand Prix d'Aix-en-Provence
  - 6e du Critérium du Dauphiné libéré
- 1962
  - 2e du Tour de Haute-Loire

## Résultats sur les grands tours

### Tour de France
1 participation
- 1961 : 52e

### Tour d'Espagne
1 participation
- 1960 : abandon (14e étape)